# Узел (единица измерения)

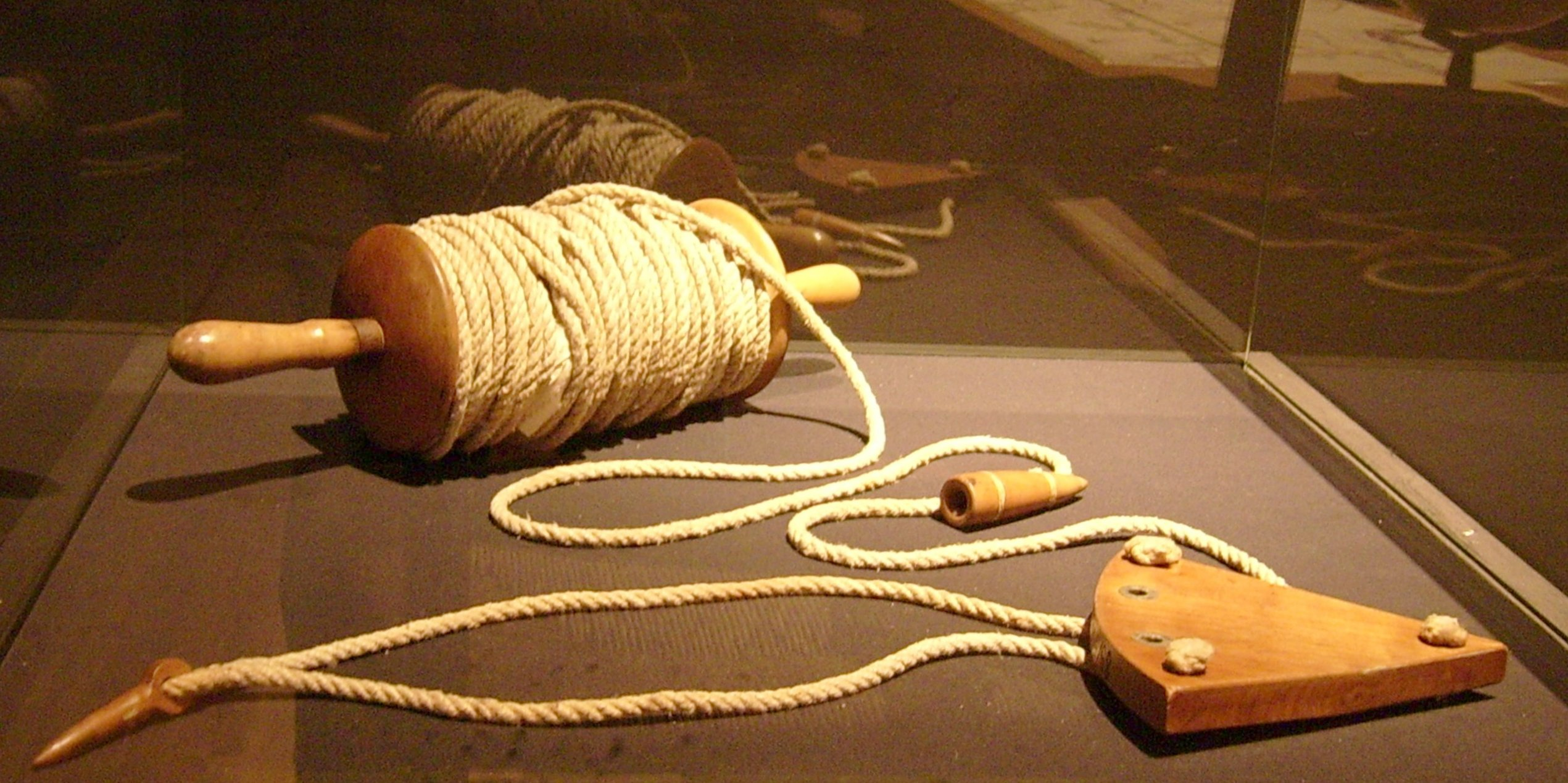
Лаг

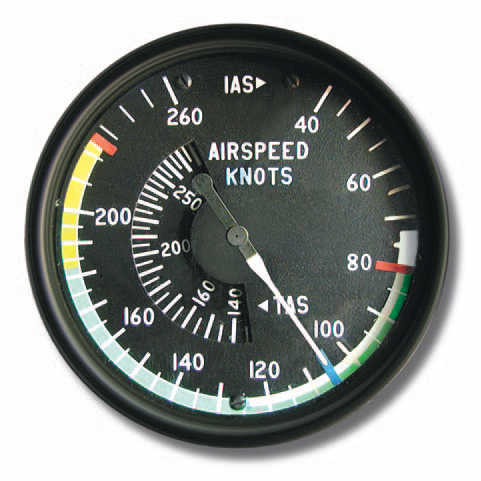
Индикатор скорости самолёта, градуированный в узлах (knots)

У́зел (русское обозначение: уз; международное: kn, иногда используется также обозначение kt) — единица измерения скорости.
Равен скорости равномерного движения, при которой тело за один час проходит расстояние в одну морскую милю. Применяется в мореходной и авиационной практике, в метеорологии, является основной единицей скорости в навигации.
По международному определению, один узел равен 1852 м/ч точно или 0,514444444444 м/с. Эта единица измерения, хотя и является внесистемной, допускается для использования наряду с единицами международной системы единиц (СИ). В Российской Федерации узел допущен к использованию в качестве внесистемной единицы без ограничения срока с областью применения «морская навигация». Узел входит в Общероссийский классификатор единиц измерения.

## Описание
Распространённость узла как единицы измерения связана со значительным удобством его применения в навигационных расчётах: судно, идущее на скорости в 1 узел вдоль меридиана, за 1 час проходит 1 угловую минуту географической широты.
Происхождение названия связано с принципом использования ручного секторного лага, в простейшем варианте представлявшего собой дощечку, привязанную к длинному тонкому тросу (лаглиню) таким образом, чтобы при выбрасывании за борт движущегося парусника она тормозилась бы о воду. На лаглине были завязаны узелки на одинаковом расстоянии друг от друга; расстояние подбиралось таким, чтобы количество узлов на вытравляемом за борт лаглине, сбежавших с вьюшки лага и прошедших через руку измеряющего за определённое время, численно равнялось скорости судна, выраженной в морских милях в час. Можно рассчитать, что узлы на лаглине для измерения скорости в течение 1 минуты нужно завязывать с шагом 30,87 м (1⁄60 морской мили, 1⁄6 кабельтова, ≈100 футов); для измерения скорости в течение меньшего времени необходимо пропорционально уменьшить шаг между узлами. На разных флотах традиционное время измерений было различным: 15 секунд, 28 секунд, 30 секунд или 1 минута. Время засекалось с помощью песочных часов. До сих пор звено якорной цепи окрашивают через определённые промежутки, только, в отличие от лага, измеряют не скорость, а глубину.
«Узел» — самостоятельная единица скорости. Сказать «судно идёт со скоростью 36 узлов в час» — неправильно. Ошибочность такого выражения иллюстрируется в рассказе Л. С. Соболева «Летучий голландец»:

— Скажите, капитан, а какая у нас скорость? — подняв очки от записной книжки, вновь спросил гость.
Гужевой открыл уже рот, чтобы ответить своей обычной остротой, что было шесть узлов в час — в первый, а во втором и трёх не натянули, но Пийчик его предупредил:
— Сколько положено: полный ход, двенадцать узлов.
— Леонид Сергеевич Соболев. Рассказы капитана 2-го ранга В. Л. Кирдяги, слышанные от него во время «Великого сиденья»
Узел и морская миля широко используются в морском и воздушном транспорте. «Узел» является единственной широко распространённой единицей скорости, имеющей собственное название. Десятичные приставки (кило-, милли-), служащие для образования кратных и дольных единиц, с единицей «узел» не используются.
Не следует путать узлы и мили в час. Узел — это одна морская (или навигационная) миля (1852 метра) в час, а «миля в час» (англ. mph, miles per hour), широко распространённая в Великобритании и Северной Америке, — это статутная миля (1609 метров) в час.
До введения международного узла использовались также близкие определения узла, основанные на различных определениях морской мили. В США до 1952 года применялся узел, основанный на американской морской миле (1852,249 м). В Великобритании до 1970 года (а также в странах Британского Содружества) использовался узел, основанный на британской, или адмиралтейской морской миле (1852,184 м). Отличие обоих определений от современного определения узла составляет порядка 0,01 % и почти во всех практических случаях несущественно.
Существует простое мнемоническое правило для быстрого приблизительного пересчёта в уме узлов в километры в час, «умножь на два и вычти 10 процентов». Например, скорость 15 узлов, 15×2 = 30 км/ч, вычитаем 10% = 3 км/ч, получаем 27 км/ч. Правило даёт значения с погрешностью менее 3 %. Для пересчёта км/ч → узлы применяется обратный алгоритм: скорость в км/ч делится на 2 и к полученному значению прибавляется 10 %. Например, 20 км/ч → 10 узлов + 10% → 11 узлов (точное значение равно 10,8 узла).

## История
Самый древний способ измерения скорости, известный под названием «голландский лаг», предполагал использование куска дерева, брошенного за борт.
«Лаг» — название прибора, измеряющего скорость судна, происходит через нидерл. log от исл. lag — «чурбан» (англ. log — «бревно»). Русский учёный в области военно-морских наук, академик П. Я. Гамалея (1766—1817) также называл «лагом» брошенный с корабля кусок дерева. Суть этого способа — с носа судна бросали щепку и определяли время, за которое она, дрейфуя, достигнет кормы. Зная длину судна, вычисляли скорость. Философ и теолог XV века Николас (1401—1464), описывая этот способ в своих трудах, предлагал бросать не щепки, а фрукты, например, яблоки, поскольку они более заметны. Промежуток времени определялся чаще всего произнесением мерным голосом определённых фраз или сочетаний слов. П. Гамалея указывал, что в русском флоте такими словами были «эйнень-твентих». Для их произнесения требовалась ровно 1 секунда.
Конечно, способом «голландского лага» можно было как-то измерить скорость, если судно движется медленно. Возможно, с помощью щепки приблизительно оценивали скорость своего хода X. Колумб и Васко да Гама, никаких других измерителей скорости тогда не было.
В 1574 году Уильям Берн описал устройство нового лага, получившего название «ручного», или «секторного». Он состоял из деревянного, окованного железом сектора, тонкого, но прочного троса-лаглиня, на котором через определённые промежутки были завязаны узлы, и вьюшки для его сматывания. Вертикально плавающий тяжёлый сектор, опущенный с борта в воду, оставался неподвижным, наподобие якоря, а судно уходило вперёд. Пока песок в песочных часах («склянках»), рассчитанных на 30 секунд, пересыпался из одной половины в другую, считали число узлов (отсюда и пошёл современный узел), которое успело уйти за борт. Интервалы между узлами выбирали с таким расчётом, чтобы узел соответствовал скорости, равной морской миле в час. В то время миля считалась равной 6080 футам, и поэтому расстояние между узлами делали равным 50,67 фута (15,4 метра). Однако вскоре заметили, что лаглинь погружается неравномерно, сначала больше, а затем по мере ухода в воду его погружение уменьшается. Это привело к необходимости делать расстояния между узлами различными, сначала — несколько меньше 50,67 фута, а затем — больше этого значения.
Наносили метки на мокрый, хорошо натянутый линь. Последовательно на первых пяти отрезках вплетали, соответственно, 1, 2, 3, 4, 5 узелков, а затем — снова 1, 2, 3 и так далее, что соответствовало 6, 7, 8 и далее меткам. Иногда между узлами вплетали гладкие метки, указывающие половину узла. Первая метка, называемая «флагдук», устанавливалась на расстоянии от сектора, равном длине судна. Это делалось для того, чтобы уменьшить влияние увлечения сектора движущимся судном на точность измерений.
Измерение скорости производили с подветренной стороны, чтобы вывести лаг в кильватер, поскольку при плавании под парусами (кроме плавания при попутном ветре), лаг всегда отклонялся к наветренной стороне.
В наблюдениях, производимых в кормовой части судна, участвовали, как правило, 3 члена экипажа — один забрасывал лаг, другой держал на поднятых руках вьюшку с намотанным лаглинем, а третий, обычно — юнга, контролировал время, то есть переворачивал склянки. Когда истекало 30 секунд, останавливали вьюшку и выбирали сектор на борт, проверяя ещё раз, сколько узлов отмоталось.
Несмотря на свои недостатки (низкая точность, неудобства в использовании, периодичность измерений) и появление в последующие годы более совершенных инструментов и приборов измерения скорости, секторный лаг применялся на судах несколько столетий. В русском флоте он использовался вплоть до XIX века, а на парусных и малотоннажных судах его можно встретить и сейчас. Объясняется это в первую очередь простотой его изготовления. В случае непредвиденной ситуации его можно сделать прямо на судне из тросов и тряпок. Примером тому может служить плавание капитана Уильяма Блая (1754—1817) после знаменитого мятежа на «Баунти», шлюпе английского Королевского флота.